# Oro-fazio-digitales Syndrom Typ 13
Das Oro-fazio-digitales Syndrom Typ 13 oder (OFD XIII) ist eine sehr seltene angeborene Erkrankung mit einer Kombination von Herzfehlern, neuropsychiatrischen Veränderungen zusätzlich zu den typischen Veränderungen eines Oro-fazio-digitalen Syndromes.
Die Abgrenzung als separater Typ gilt als veraltet, dieses Krankheitsbild wird von der Datenbank Orphanet unter Oro-fazio-digitales Syndrom subsumiert.
Synonym: Degner-Syndrom
Die Erstbeschreibung stammt aus dem Jahre 1999 durch den Göttinger Psychiater D. Degner und Mitarbeiter.

## Verbreitung und Ursachen
Die Häufigkeit wird mit unter 1 zu 1.000.000 angegeben, Ursache und eventueller Erbgang sind bislang nicht bekannt.

## Klinische Erscheinungen
Klinische Kriterien sind:
- Manifestation als Neugeborenes bzw. im Kindesalter
- Herzfehler wie Dysplasie der Mitral- und Trikuspidalklappe
- Epilepsie und/oder Depression
- Hamartome der Zunge, Lippenspalte
- Brachy- Klino- und Syndaktylie an Händen und Füssen

Hinzu kann Leukoaraiosis (weiße Flecken um die Hirnventrikel in der Magnetresonanztomographie) kommen.

## Differentialdiagnose
Abzugrenzen sind andere Formen des Oro-fazio-digitalen Syndromes.